# گیشوو
گیشوو (به آلمانی: Gischow) یک شهر در آلمان است که در لودویگسلوست-پارشیم واقع شده‌است. گیشوو ۲۹۶ نفر جمعیت دارد.